# Organisme interarmées

Emblème de l'État-Major des armées françaises.

En France, un organisme interarmées (OIA) est une entité relevant organiquement du chef d'état-major des armées (CEMA) ou de l'un de ses sous-chefs, et dont les missions s'exercent au profit de plusieurs composantes des Forces armées. Le personnel qui le compose est issu d'au moins deux armées (terre, marine ou air), de la Gendarmerie nationale, de directions ou de services de soutien. Il peut prendre la forme d'un commandement, d'un service de soutien ou d'un organisme. Il ne doit pas être confondu avec un organisme à vocation interarmées (OVIA), qui relève organiquement d'une seule armée mais dont les missions s'exercent au profit de plusieurs composantes des Forces armées.

## Organismes interarmées
Les organismes interarmées sont des organismes spécialisés fournissant un soutien sur une spécialité technique fine nécessitant des compétences techniques importantes.

### Commandements opérationnels
- Commandement pour les opérations interarmées (CPOIA)[3], chargé de la planification de l'emploi et de la conduite de forces interarmées multinationales ou nationales ;
- Commandement des opérations spéciales (COS)[4], chargé d'organiser, de conduire et de former l'ensemble des personnels des forces spéciales ;
- Commandement de la cyberdéfense (COMCYBER), chargé de la lutte informatique défensive, offensive et d'influence.

### Services de soutien interarmées
Le code de la Défense mentionne quatre « services de soutien » :
- Service du commissariat des armées (SCA), dirigé par une direction centrale et chargé de l'administration générale et du soutien commun des armées ;
- Service de l'énergie opérationnelle (SEO) ex-service des essences des armées, dirigé par une direction centrale et chargé de l'achat, du traitement et de la délivrance des essences et fluides ;
- Service de santé des armées (SSA), dirigé par une direction centrale et chargé du suivi médical de l'ensemble du personnel civil et militaire du ministère des Armées sur le territoire national (à travers les hôpitaux d'instruction des armées, les centres médicaux des armées et la Pharmacie centrale des armées) et sur les théâtres d'opération extérieure ;
- Direction interarmées des réseaux d'infrastructure et des systèmes d'information de la défense (DIRISI), chargée de fournir l'ensemble des moyens de communications chiffrés ou non sur le territoire français et de protéger ce réseau des intrusions et des actes de malveillances.

L'organisation du soutien de la défense repose sur les bases de défense. Les commandants de base de défense sont commandés par le CICoS (Centre Interarmées de Coordination du Soutien). Le CICoS coordonne les activités complexes de soutien sur le territoire national et veille à la mise à disposition des moyens nécessaires, en liaison avec les états-majors opérationnels (EMO) ou les centres d'opérations des organismes de soutien.

### Direction du renseignement militaire
La direction du Renseignement militaire (DRM) est chargée de coordonner et d'organiser la collecte du renseignement par les différents services.

### Commandements supérieurs et des forces françaises à l'étranger
Les commandements supérieurs dans la France d'outre-mer (COMSUP) et les commandements des forces françaises à l'étranger (COMFOR) sont les échelons de commandements directs pour l’ensemble des forces armées sur les différents territoire. Les officiers généraux investis des commandements supérieurs sont sous l'autorité directe du chef d'état-major des armées.

### Commandements de zone de défense et de sécurité
Les états-majors de zone de défense (EMZD) et les états-majors interarmées de zone de défense et de sécurité (EMIAZDS) sont chargés d’assister les officiers généraux de zone de défense et de sécurité.

### Autres organismes
Liste des autres organismes interarmées:
- Service de la poste interarmées[9];
- Service interarmées des munitions (SIMu)[10], chargé d'acheter, de tester, d'entretenir, de stocker et de distribuer l'ensemble des munitions en service dans les armées aux différentes unités sur l'ensemble des territoires où elles sont stationnées.
- Inspection des armées[11];
- Centre d'audit des armées (CAA)[12];
- Direction de l'enseignement militaire supérieur (DEMS)[13], chargée de former les officiers aux responsabilités supérieures;
- Centre interarmées de concepts, doctrines et expérimentations (CICDE)[14], chargé de collecter les retours d'expériences auprès des unités, de leurs traitements et de la production des retours d'expériences aux armées;
- Centre interarmées de soutien météo-océanographique des forces (CISMF), chargé du soutien opérationnel météorologique et océanographique des forces françaises déployées dans le monde entier, ne disposant pas de météorologistes ou météorologistes-océanographes militaires ;
- Centre du soutien des opérations et des acheminements (CSOA)[15];
- Commandement des programmes interarmées et de la cyberprotection (CPIC)[16];
- Unité française de vérification (UFV)[17];
- Service des essais et expérimentations aéronautiques de la défense[18];
- Centre interarmées de coordination du soutien (CICoS)[19];
- Groupement de soutien du personnel isolé (GSPI)[20];
- Centre d'identification des matériels de la défense (CIMD)[21];
- Centre national des sports de la défense (CNSD)[22], encadre l'ensemble des activités sportives des armées et forme les sportifs de haut niveau de la défense;
- Organisme "Soutien national OTAN" (SNO)[23];
- Commandement militaire de Balard (COMILI Balard)[24];
- Établissement géographique interarmées (EGI)[25];
- Pôle interarmées de traitement du danger des munitions et explosifs (PIAM)[26];
- Direction de la maintenance aéronautique (DMAé).

D'autres organismes travaillent au bénéfice de l'ensemble des forces armées, sans pour autant dépendre du chef d'état-major des armées (l'inspection générale des armées relève ainsi directement du ministre des Armées, le Service d’infrastructure de la Défense du secrétariat général pour l'administration). Ils ne sont donc pas considérés comme des organismes interarmées.

## Organismes à vocation interarmées
Les organismes à vocation interarmées (OVIA) sont des organismes relevant d'une seule armée (Armée de Terre pour la SIMMT, Armée de l'Air pour le CDE , etc.), mais travaillant au profit de plusieurs armées, directions, services de soutien ou Gendarmerie nationale, dont le personnel est issu d'une ou plusieurs de ces entités :
- Structure intégrée du maintien en condition opérationnelle des matériels terrestres (SIMMT)[27], OVIA-T qui s'occupe du maintien en condition de l'ensemble des moyens terrestres des forces armées.
- Commandement de l'Espace, OVIA-A qui a pour but de disposer d’une défense spatiale renforcée et d'une autonomie stratégique spatiale[28].
- Centre militaire d'observation par satellites 1/92 Bourgogne (CMOS ou CMOS 1/92 Bourgogne), OVIA-A qui gère les données des satellites militaires français (Helios) et partenaires (Pléiades, SAR-Lupe, COSMO-SkyMed)[29].
- Centre interarmées des actions sur l’environnement (CIAE), OVIA-T qui participe à l'acceptation de l'intervention de l'armée auprès des populations locales[30].
- Groupe interarmées d'hélicoptères (GIH), OVIA-T dont la mission principale est l'appui aux forces d'intervention du ministère de l'Intérieur, et notamment au GIGN de la Gendarmerie nationale ainsi qu'au RAID de la Police nationale.
- Centre national des sports de la défense (CNSD), OVIA-T dont la mission principale est de mettre en œuvre la politique du ministère des Armées en matière de sports.